# 케일러브 데이셔넬
케일럽 데이셔넬(Caleb Deschanel, 1944년 9월 21일 ~ )은 미국의 촬영 감독이다.

## 작품 목록
- 라이온 킹 (2019)
- 프리드킨 언컷 (2018)
- 작가 미상 (2018)
- 언포겟터블 (2017)
- 그 규칙은 당신에게 적용되지 않아요 (2016)
- 비틀스: 에잇 데이즈 어 위크 - 투어링 이어즈 (2016)
- 잭 리처 (2012)
- 링컨 : 뱀파이어 헌터 (2012)
- 디즈 어메이징 샤도우 (2011)
- 드림 하우스 (2011)
- 킬러조 (2011)
- 마이 시스터즈 키퍼 (2009)
- 킬샷 (2008)
- 스파이더위크가의 비밀 (2008)
- 컨빅션(영어판) (2006)
- 내셔널 트레져 (2004)
- 패션 오브 크라이스트 (2004)
- 헌티드 (2003)
- 타임라인 (2003)
- 패트리어트 - 늪 속의 여우 (2000)
- 애나 앤드 킹 (1999)
- 병 속에 담긴 편지 (1999)
- 사랑이 다시 올 때 (1998)
- 아름다운 비행 (1996)
- 당신에게 일어날 수 있는 일 (1994)
- 비전 오브 라이트 (1992)
- 트윈 픽스 시즌1 (1990)
- 슬러거의 아내 (1985)
- 내츄럴 (1984)
- 필사의 도전 (1983)
- 이스케이프 아티스트 (1982)
- 레츠 스펜드 더 나이트 투게더 (1982)
- 청춘 낙서 2 (1979)
- 검은 종마 (1979)
- 찬스 (1979)
- 영향 아래 있는 여자 (1974)